# 1948 în literatură
- 1947 în literatură — 1948 în literatură — 1949 în literatură

Anul 1948 în literatură a implicat o serie de evenimente și cărți noi semnificative.

## Nașteri
- 4 aprilie: Dan Simmons

## Premii
- Premiul Nobel pentru Literatură: